# Jambes
Jambes är en ort i Belgien.   Den ligger i provinsen Namur och regionen Vallonien, i den centrala delen av landet, 60 km sydost om huvudstaden Bryssel. Jambes ligger 84 meter över havet och antalet invånare är 18 543.
Terrängen runt Jambes är huvudsakligen platt, men söderut är den kuperad. Jambes ligger nere i en dal. Runt Jambes är det tätbefolkat, med 591 invånare per kvadratkilometer.. Närmaste större samhälle är Namur, 1,2 km norr om Jambes. 
I omgivningarna runt Jambes växer i huvudsak blandskog.